# Oleria magnifica
Oleria magnifica är en fjärilsart som beskrevs av Günter Theodor Tessmann 1928. Oleria magnifica ingår i släktet Oleria och familjen praktfjärilar. Inga underarter finns listade i Catalogue of Life.